# Программно-аппаратный комплекс
Программно-аппаратный комплекс — это набор технических и программных средств, работающих совместно для выполнения одной или нескольких сходных задач.
Термин широко применяется в электроэнергетике России с аббревиатурой ПАК, наряду с ПТК (программно-технический комплекс) как синоним.
Аппаратно-программный комплекс — техническое решение концепции алгоритма работы сложной системы, управление которой осуществляется, как правило, исполнением кода из определённого базового набора команд (системы команд).
Состоит, соответственно, из двух основных частей:
- Аппаратная часть (англ. hardware) — устройство сбора и обработки информации например компьютер, плата видеозахвата, биометрический детектор, калибратор и т. п.
- Программная часть (англ. software) — специализированное программное обеспечение (как правило, написанное компанией-производителем аппаратной части), обрабатывающее и интерпретирующее данные, собранные аппаратной частью. Например: встроенное программное обеспечение, операционная система.